# خانه وارطان
خانه وارطان یا خانه گفتمان شهر با قدمتی بیش از ۷۰ سال در شهر تهران به آدرس میدان فلسطین (کاخ سابق)، پلاک ۵۱۴ خیابان طالقانی غربی (تخت جمشید سابق) واقع شده است. این بنا در اواسط دههٔ ۱۳۲۰ احداث شد. مجلهٔ آرشیتکت در ۱۳۲۷ با چاپ نقشه‌ها و عکس‌های این ساختمان به معرفی آن پرداخته است. به مناسبت روز تهران نشست «توسعه و تحول محله‌های تهران در عصر قاجار» به تاریخ ۱۴ مهر ۱۳۹۷ در این خانه برگزار شد. در کنار فعالیت‌های اجتماعی، و تخصصی در حوزهٔ معماری و شهرسازی، بیش از ۴۰ سخنرانی در حوزهٔ اندیشهٔ ایران‌شهری در خانه وارطان برگزار شده است. روز ۲۱ مرداد ۹۴ با حضور عباس آخوندی وزیر وقت راه و شهرسازی و پیروز حناچی و ۱۲ تشکل غیردولتی فعال در حوزه معماری، خانه گفتمان شهر و معماری گشایش یافت. به علاوه برگزاری نمایشگاه‌های عکس و نقاشی، مسابقه‌های فرهنگی و هنری، آرت‌شاپ و کافه‌کتاب از جمله دیگر بخش‌های این خانه بودند.
این بنا توسط وارطان هوانسیان معمار ارمنی‌تبار و از مدافعان سرسخت معماری مدرن در ایران طراحی شده است که در سال ۱۳۶۱ درگذشت. این بنا به سبک معماری مدرن در سه طبقه ساخته شده است. این خانه تلفیقی از سبک معماری مدرن و ایرانی است، که پس از مرمت و بازسازی به عنوان یک مکان فرهنگی مورد استفاده بود.
خانه گفتمان شهر که تنها محل متمرکز رویدادهای فرهنگی در حوزه معماری و شهر بود توسط وزارت راه و شهرسازی تعطیل شد. جمعی از استادان، متخصصان و فعالان حوزه‌های معماری و شهرسازی، هنرمندان، نویسندگان، جامعه‌شناسان، روزنامه‌نگاران و قشرها مختلف دیگر در نامه‌ای به پیروز حناچی خواستار نجات خانه وارطان از تعطیلی شدند. این خانه در آخرین جلسه ثبت آثار تاریخی تهران که مهر ماه ۱۳۹۸ برگزار شد، اثر ملی شناخته شد اما هنوز شماره ثبت به آن تعلق نگرفته است. علی اعطا، عضو شورای شهر تهران اول دی ۱۳۹۸ اعلان نمود خانه وارطان به دنبال رسیدن اهدافی همچون توسعه عرصه‌های عمومی شهر، گفتمان‌سازی، آموزش، افزایش زیست‌پذیری و ارتقای کیفیت زندگی فعالیت خود را آغاز کرد.